# Ó Meyer
Accipiter meyerianus là một loài chim trong họ Accipitridae.